# Villa Getty
La Villa Getty o The Getty Villa in Malibu (La Villa Getty en Malibu), es el nombre del centro dedicado a las artes y culturas de la Antigua Grecia, Roma y Etruria. Está ubicada en el barrio Pacific Palisades de Los Ángeles, California, Estados Unidos, en el extremo este de la costa de Malibú. Depende del Museo J. Paul Getty, que tiene su sede principal (Getty Center) en Los Ángeles, el cual alberga el resto de colecciones artísticas así como sus servicios de investigación, restauración, etc.
La institución debe su nombre al empresario y filántropo norteamericano Jean Paul Getty, que aportó los fondos necesarios y una mansión en Malibú al fideicomiso J. Paul Getty (J. Paul Getty Trust), junto con las obras de arte que había ido coleccionando desde la década de 1930. En este lugar inauguró, en 1974, el Museo J. Paul Getty, que luego trasladó su sede principal al Getty Center. 
La mansión es una recreación de las villas de veraneo del Imperio romano, principalmente de la Villa de los Papiros de Herculano. Tras su reforma reciente, fue reabierta como sede de las colecciones arqueológicas.

## Galería de imágenes

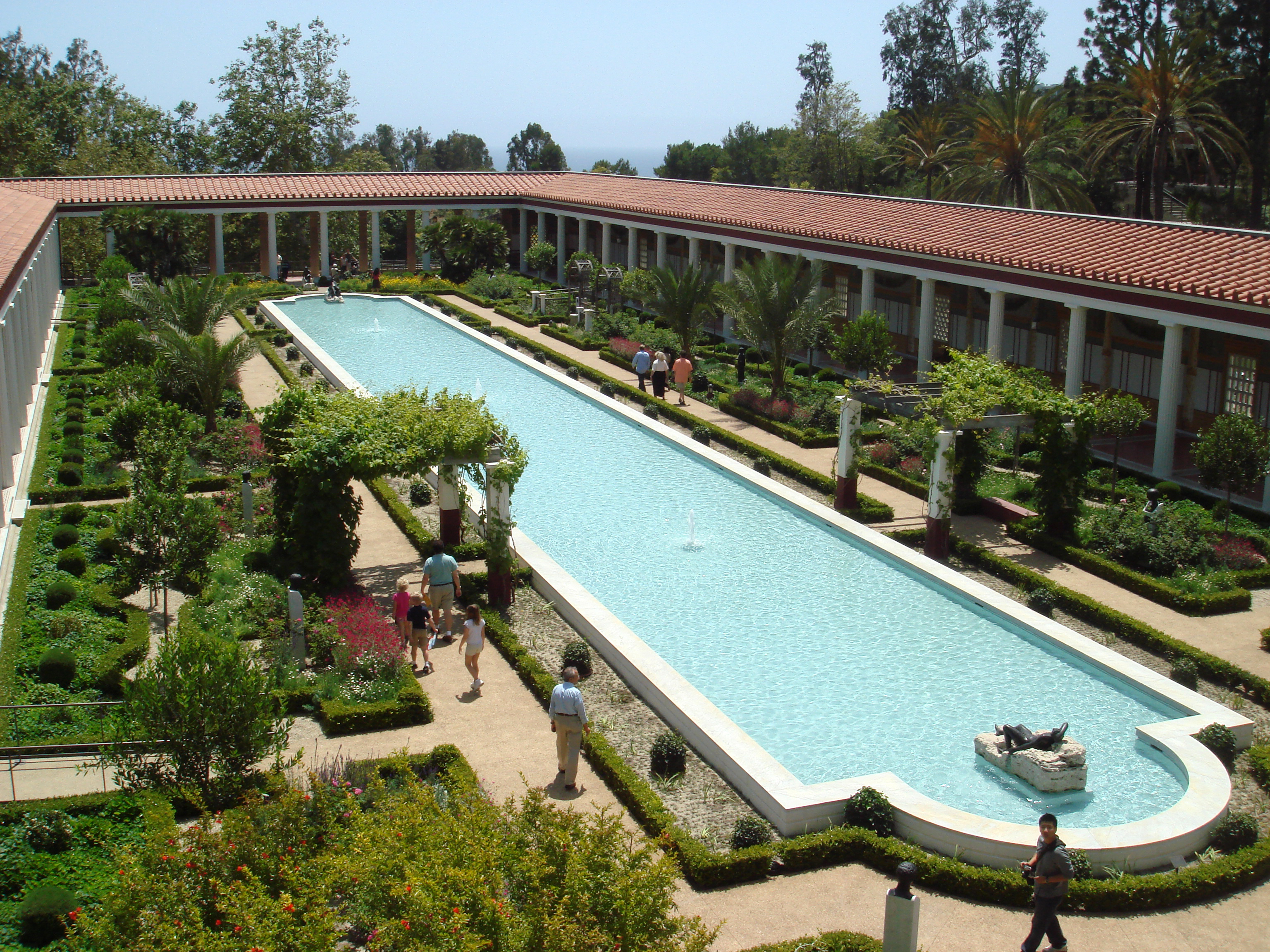
Estanque en los jardines de la Villa Getty
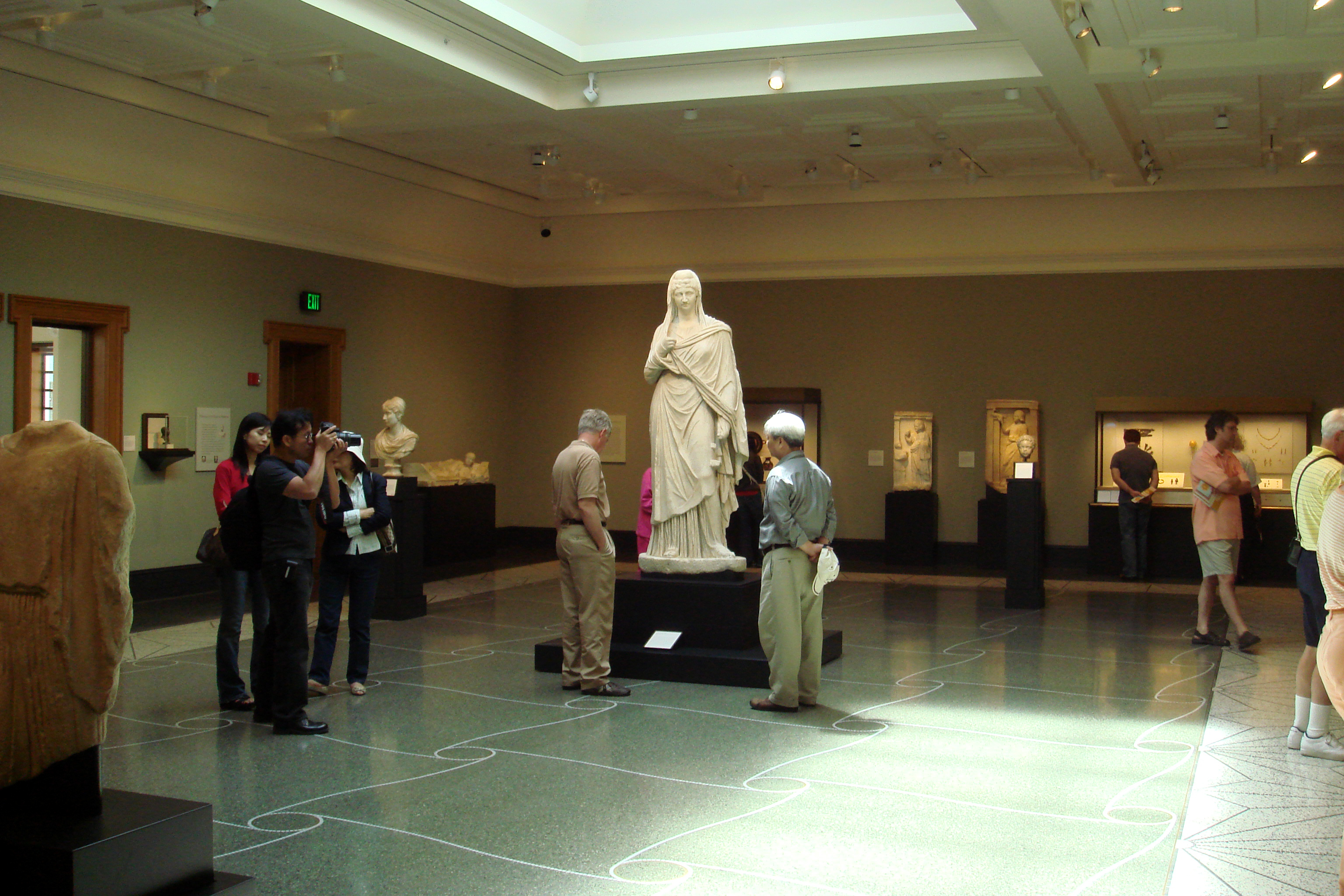
Una de las salas de exposición
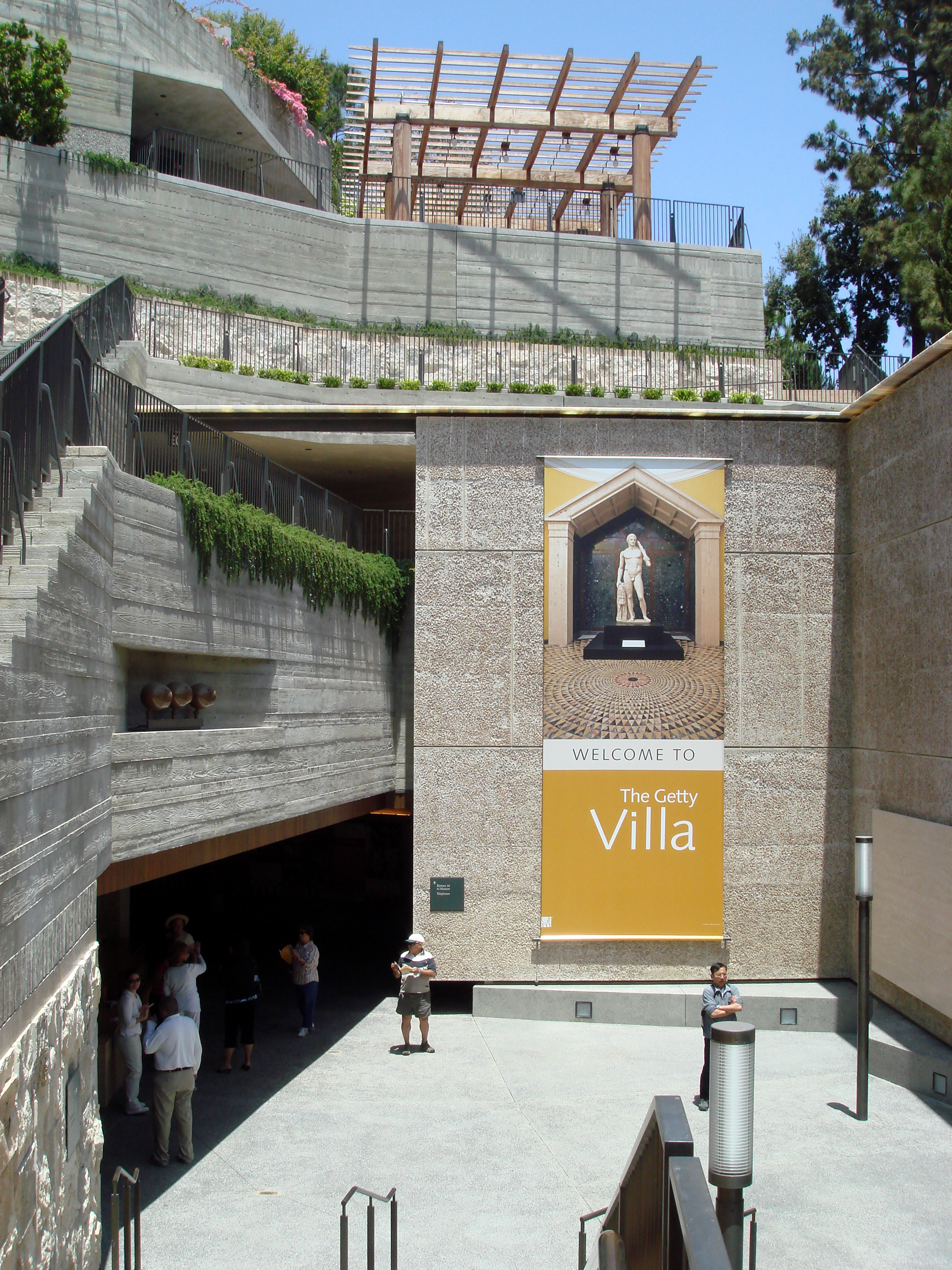
Acceso a la Villa Getty
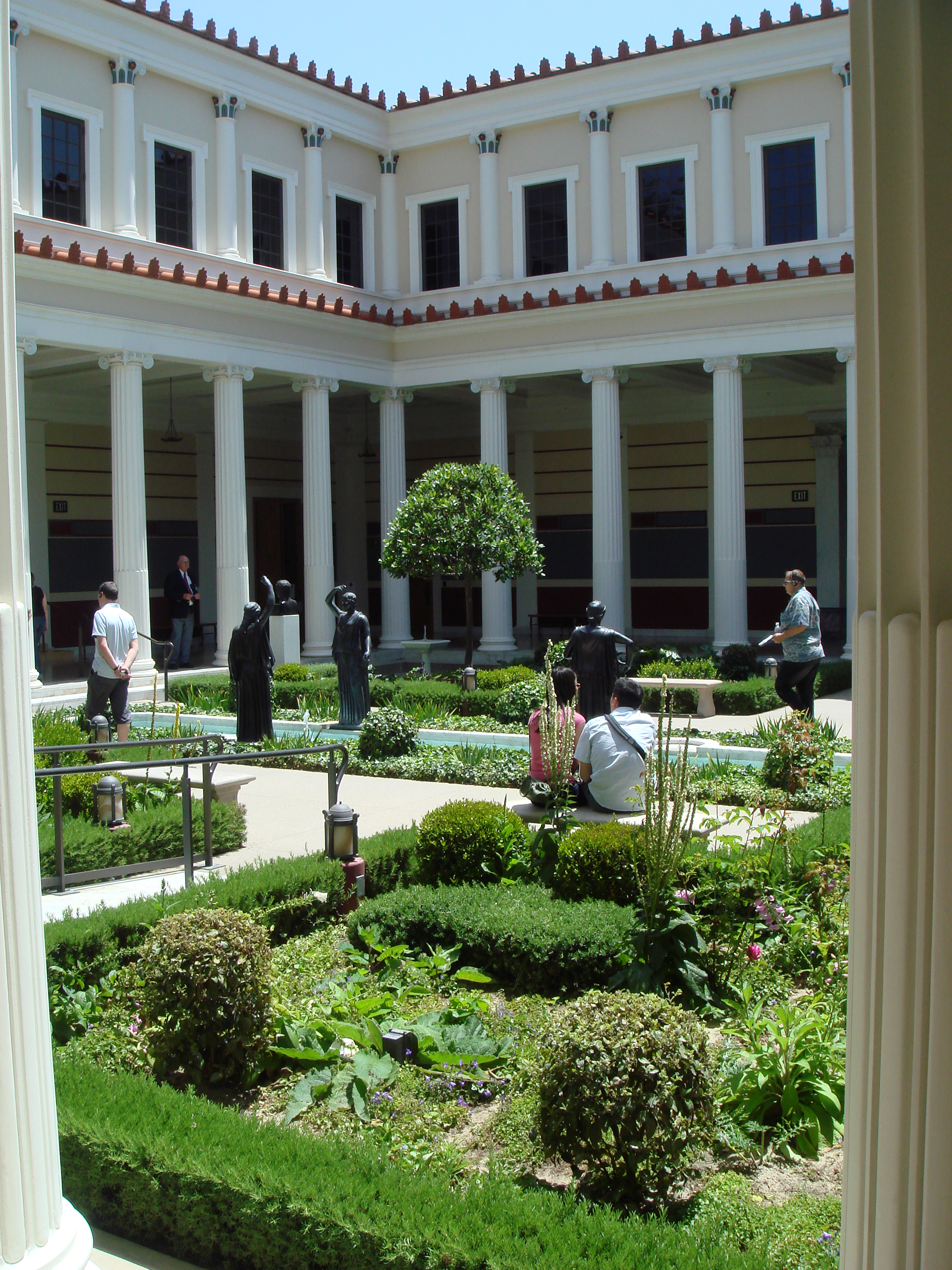
Patio
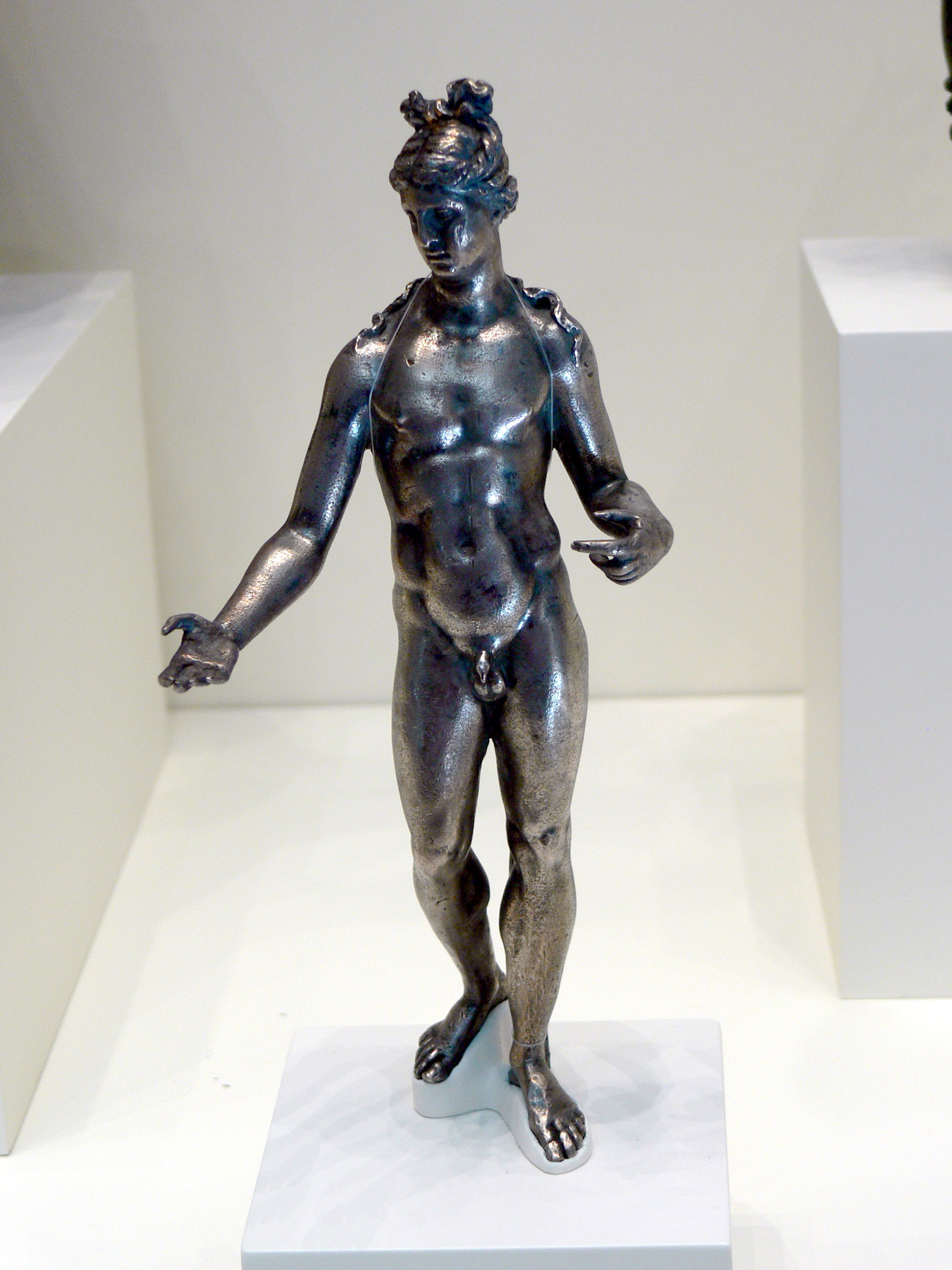
Estatuilla griega del dios Apolo en plata, h. 100 a.C.
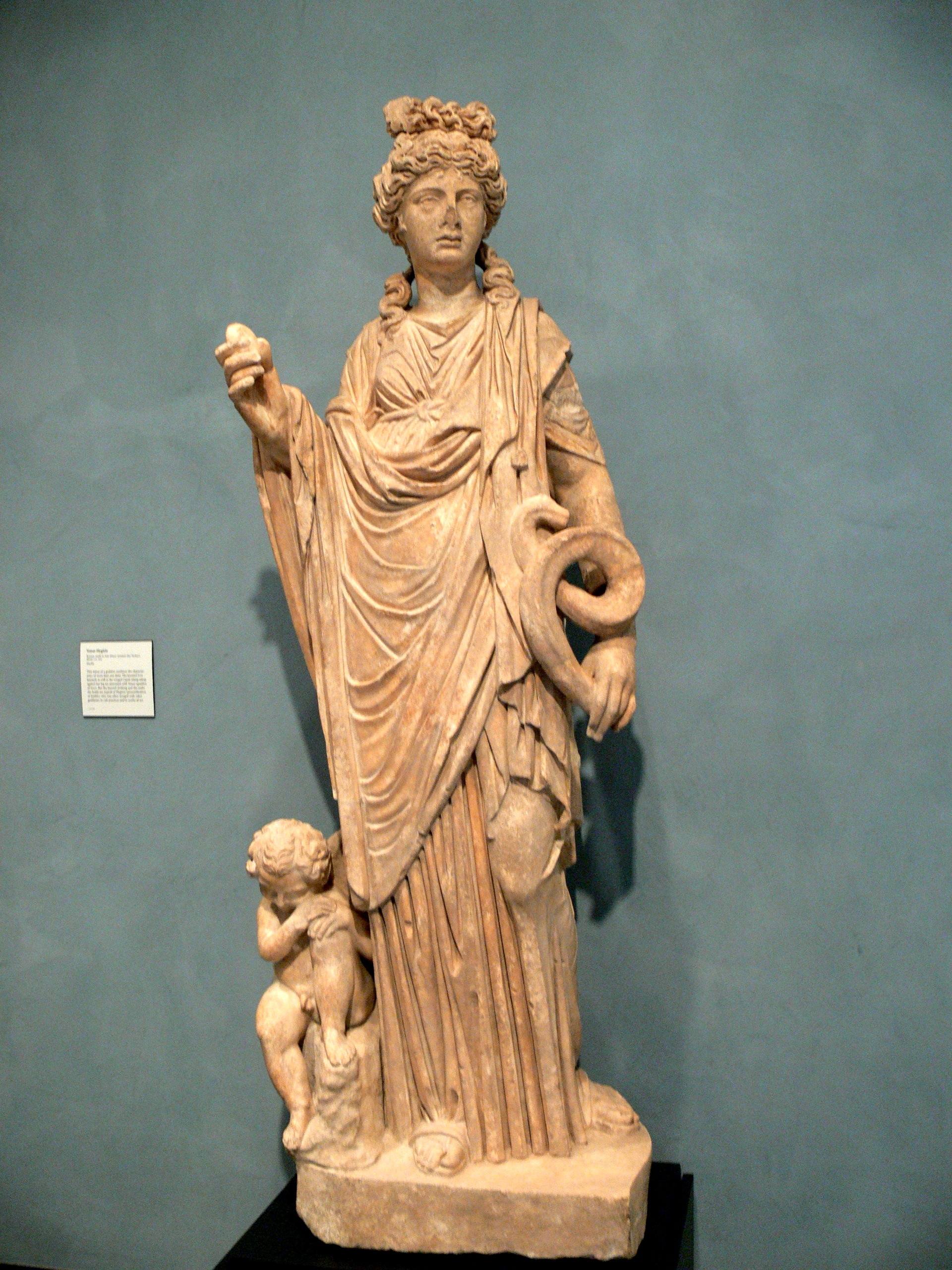
Estatua de Ifigenia, realizada en Asia Menor
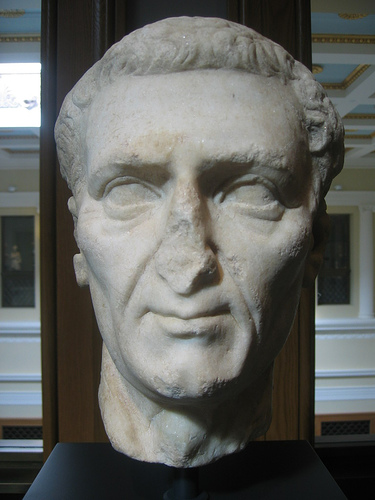
Busto del emperador romano Nerva
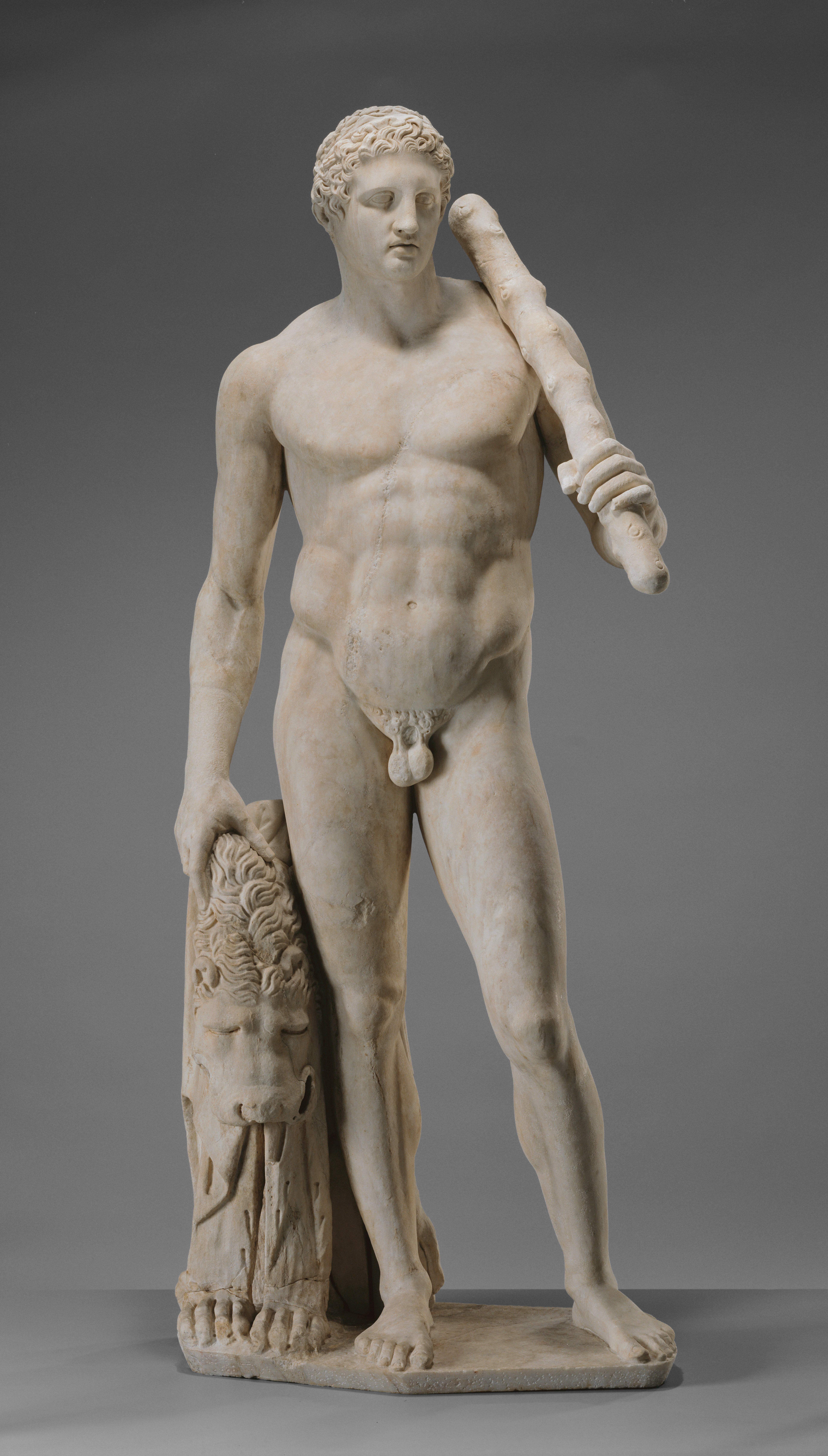
El Lansdowne Heracles en Getty Villa, encontrado en Villa Adriana
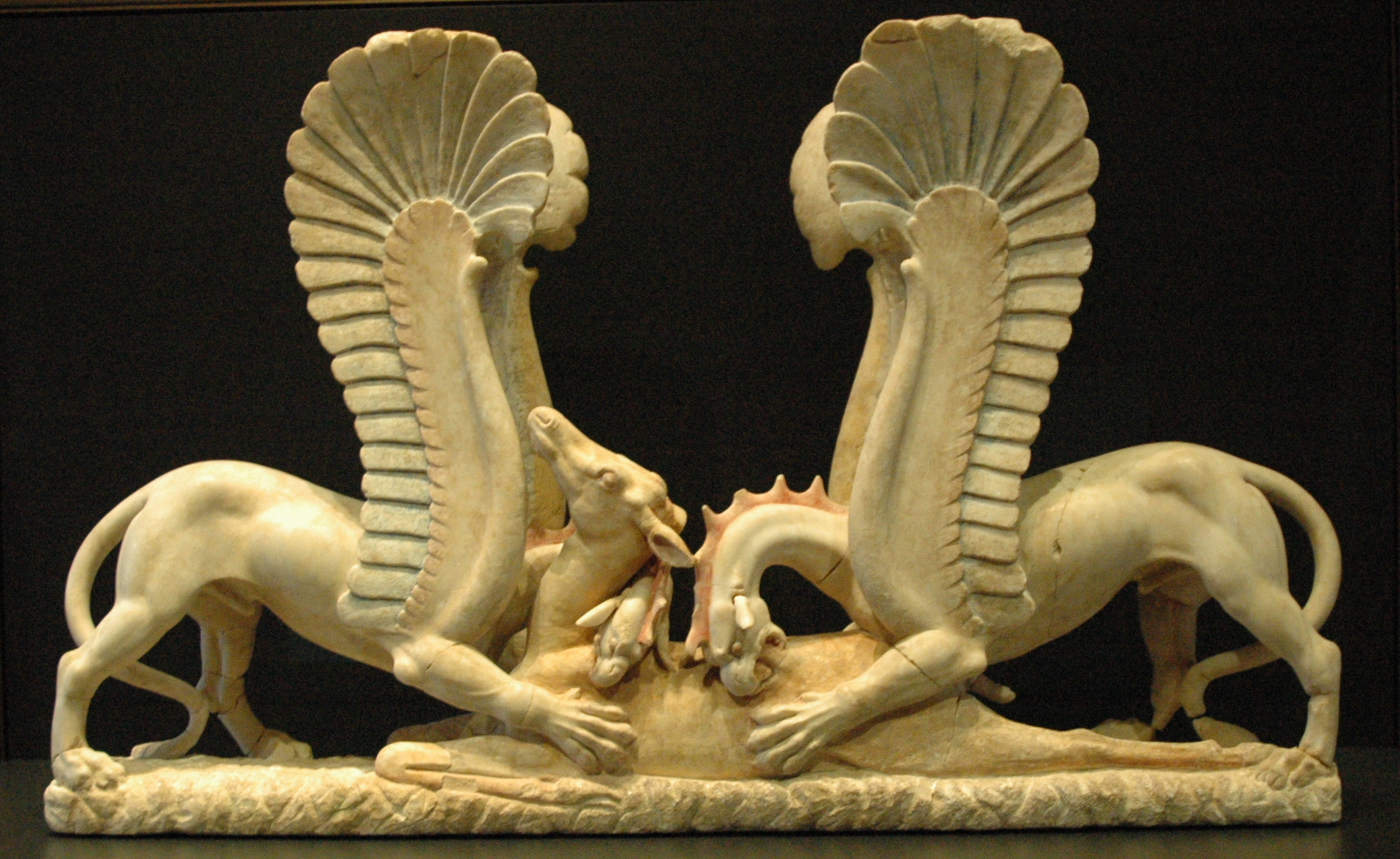
Soporte de mesa con grifos

- Wikimedia Commons alberga una categoría multimedia sobre Villa Getty.

- Datos: Q180401
- Multimedia: Getty Villa / Q180401